# Krușeveț, Burgas
Krușeveț (în bulgară Крушевец) este un sat în comuna Sozopol, regiunea Burgas,  Bulgaria. 

## Demografie
Componența etnică a satului Krușeveț
     Bulgari (46,54%)
     Turci (16,54%)
     Romi (36,54%)
     Nicio identificare (0,35%)
La recensământul din 2011, populația satului Krușeveț era de 840 locuitori. Nu există o etnie majoritară, locuitorii fiind bulgari (46,54%), romi (36,54%) și turci (16,54%). Pentru 0,35% din locuitori nu este cunoscută apartenența etnică.